# Heterophrynus yarigui
Espèce
Heterophrynus yarigui est une espèce d'amblypyges de la famille des Phrynidae.

## Distribution
Cette espèce est endémique du département de Santander en Colombie. Elle se rencontre à Betulia et San Vicente de Chucurí.

## Description
Les mâles mesurent de 24 à 28,5 mm et les femelles de 29,5 à 32,9 mm.

## Étymologie
Son nom d'espèce lui a été donné en référence aux Yariguis.

## Publication originale
- Alvarez Garcia, Armas & Diaz Perez, 2015 : A new species of Heterophrynus (Amblypygi: Phrynidae) from northeastern Colombia. Revista Iberica de Aracnologia, vol. 27, p. 45-49.